# Камнишка Бистрица (река)
46° 19′ 40.4″ N 14° 35′ 14.68″ E / 46.327889° С; 14.5874111° И
Камнишка Бистрица, извире у јужном подножју Камнишких Апли испод Ригељца на висини од 590 м, на Бистричкој долини. Дуга је 32,8 km, са сливом од 535 km², и просечним протоком 20,9 m³/s. Улива су у Саву као њена лева притока код насеља Беричево код Љубљане.
Главне притоке су: Чрна у Стаховици и Невљица у Камнику са леве и Пшата са десне стране. У Бистрицу са са леве стране улива потоци радомељске Милиншчице а са десне хомешке Млиншчице.
У горњем току поред Великог извора Камнишке Бистрице, постоји и Мали извор под Мешеником који увек има воде, а остали извори (Студенци под Мокрицо, Просек извор под Хлевом) често пресуше, а за великих падавина јављају се нови Чрневка, Седелшчек и Чмажевка.
Воде реке данас се користе за покретање три мале хидроелектране, од који су две код Камника и једна код Количева
Међу природним атракцијама налазе се до 30 метара дубока корита Малог и Великог Предасља, која су настала усецањем реке у кречњачки терен.
Камнишка Бистрица тече истоименом ледничком долином, која је популарна полазна тачка за планинарске туре по Камнишко-Савињским Алпима. Долина је ненасељена, али је туристички веома посјећено и развијено подручје.
Недалеко од извора налази се дворац краља Александра Карађорђевића (касније Титов) изграђен по пројекту словеначког архитекте Јоже Плечника.